# René Magritte
René François Ghislain Magritte (wym. /ʁε'ne mag'ʁit/; ur. 21 listopada 1898 w Lessines, zm. 15 sierpnia 1967 w Brukseli) – belgijski malarz surrealizmu. Jego pierwsza indywidualna wystawa odbyła się w 1927 w Brukseli.
Nazywany „autorem słów i rzeczy”, lubił zmieniać nazwy przedmiotów, czego przykładem mógłby być obraz Zdradliwość obrazów. Obrazy jego szokowały i wzbudzały kontrowersje, wyróżnia je poetycka nastrojowość oraz precyzyjny rysunek. Artysta, który przedstawiał świat zuniformizowany, odbity w kolejnych powieleniach, wpłynął mimowolnie na sztukę drugiej połowy XX w., przede wszystkim na pop-art.

## Życiorys
Dzieciństwo spędził w belgijskich miasteczkach (Gilly, Châtelet, Soignies – wakacje).
Ojciec, Leopold Magritte, zajmował się handlem, matka, do czasu zamążpójścia, była modystką. Przyszły malarz miał dwóch młodszych braci (Raymonda i Paula).
W 1912 samobójstwo popełniła jego matka, a wydarzenie to (wyłowione z rzeki zwłoki miały twarz owiniętą nocną koszulą) znalazło odbicie w twórczości przyszłego malarza. Twarz ukryta pod całunem, zawojem, płótnem pojawia się na wielu obrazach z końca lat 20., m.in. w:
- Temacie głównym
- Prawie symetrii
- Kochankach

W 1915 wyjechał do Brukseli, gdzie rozpoczął studia na Królewskiej Akademii Sztuk Pięknych. W 1919 pięć jego prac znalazło się na Międzynarodowej Wystawie Sztuki Współczesnej w Genewie. Uległ wówczas fascynacji kubizmem i futuryzmem.
W 1920 został powołany do wojska, a po powrocie w 1922 zawarł ślub z Georgette Berger, która stała się muzą i jedyną modelką artysty.
René po powrocie z wojska pracował jako projektant tapet w fabryce Peters-Lacroix w Haren oraz projektował reklamy dla domów mody. Zaprzyjaźnił się wówczas z Giorgio de Chirico, twórcą koncepcji malarstwa metafizycznego, uznanego prekursora surrealizmu.
Namalowany w 1926 obraz Zagubiony dżokej uznaje się za surrealistyczny manifest Magritte.
W 1927 r. małżonkowie przenieśli się do Paryża.

## Wybrane obrazy
- Trudne skrzyżowanie, 1926
- Kochankowie, 1928
- Usiłowanie niemożliwego, 1928
- Golconde, 1953
- Królestwo świateł, 1954
- Zamek w Pirenejach, 1959
- Syn człowieczy, 1964
- Carte blanche, 1967

## Współczesne inspiracje

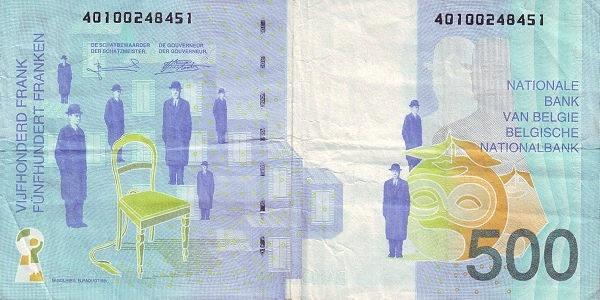
Surrealistyczna sztuka René Magritte’a na belgijskim banknocie

Malarstwo Magritte’a stało się natchnieniem dla twórców fantastyki, zafascynowanych surrealistycznym klimatem obrazów Belga. Na ich kanwie powstają sztuki teatralne, proza, a nawet gry komputerowe. W 2007 roku w sieci pojawiła się darmowa gra przygodowa pt. Magritte, będąca wzbogaconą o fantastyczną fabułę surrealistyczną wędrówką po Wrocławiu. Projekt stworzył Marcin M. Drews – wieloletni dziennikarz, członek Polskiego Towarzystwa Badania Gier. W grze zobaczyć można miejsca inspirowane takimi obrazami jak Syn Człowieczy, Czarna Magia, Kochankowie, Imperium Świateł czy Reprodukcja zakazana. Muzyki do gry użyczyli Łukasz Brzostek oraz zespoły Agressiva 69 i TRH.
Jego podobizna została umieszczona na banknocie o nominale 500 franków belgijskich.